# Xanthopimpla melanacantha
Xanthopimpla melanacantha är en stekelart som beskrevs av Krieger 1915. Xanthopimpla melanacantha ingår i släktet Xanthopimpla och familjen brokparasitsteklar.

## Underarter
Arten delas in i följande underarter:
- X. m. subtriangulata
- X. m. coxalis
- X. m. oblongata
- X. m. citripes